# Bogavantes

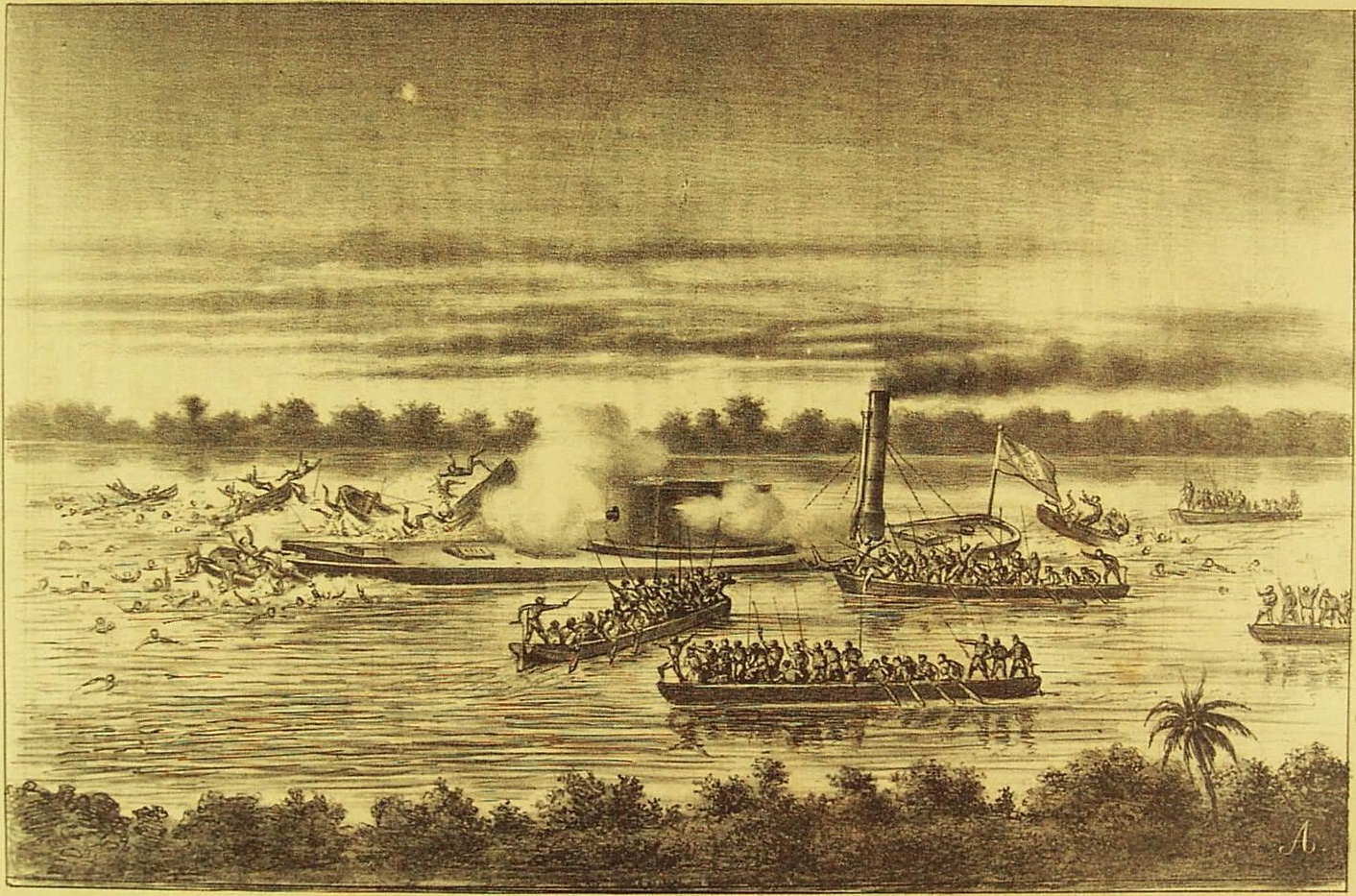
Bogavantes tentando dar abordagem ao monitor encouraçado Alagoas. Ilustração de Angelo Angostini em 1868

Bogavantes foram as forças navais paraguaias que agiam em canoas responsáveis por abordar navios encouraçados brasileiros durante a Guerra do Paraguai. Originalmente, o termo bogavante ou vogavante se restringia às tropas que construíam e manejavam canoas no início do conflito. Posteriormente, passou a denominar as forças destinadas exclusivamente à abordagem das embarcações blindadas da marinha imperial.